# Marie Brynolfsson
Marie Elisabeth Brynolfsson, född Holm 7 maj 1980 i Motala, är svensk politiker och kommunalråd för Vänsterpartiet i Göteborg sedan 2022. I Göteborgs stads rödgröna styre har hon ansvar för personalfrågor.
När hon tillträde posten som kommunalråd beskrev hon att hon skulle prioritera frågor om kommunalanställdas arbetsvillkor. Brynolfsson har en bakgrund som offentligt anställd inom kommunal sektor och fackligt förtroendevald i Vision. 